# Harold Melvin & the Blue Notes
Harold Melvin & the Blue Notes fue una banda de R&B/Soul y grupo vocal, uno de los más populares de Filadelfia durante los años 70. 
El repertorio del grupo abarcaba los géneros de, R&B, Doo wop y música disco. Fundado en Filadelfia, Pensilvania durante los años 50 bajo el nombre de The Charlemagnes, el grupo se dio a conocer mediante varios hits entre 1972 y 1976, y continuaron grabando y tocando hasta la muerte de Melvin en 1997. Aun así, los miembros restantes de Blue Note han continuado. Más allá del fundador de grupo y cantante original Harold Melvin,  el miembro que alcanzó mayor popularidad fue Teddy Pendergrass, su cantante durante los exitosos años bajo el sello Philadelphia International. 

## Historia

### Primeros años
La banda anteriormente conocida como The Charlemagnes adoptó con el nombre "The Blue Notes" en 1954, con una alineación integrada por Franklin Peaker, Bernard Williams, Roosevelt Brodie, Jesse Gillis, Jr., y Harold Melvin. Durante los años 60 grabaron un número de álbumes sin demasiado éxito. El 1960 solo "My Heroe" fue un éxito menor para el sello Val-ue Records y 1965 es "Get Out (and Let Me Cry)" fue un "hit" dentro del estilo R&B para Landa Records. Durante este periodo, la formación del grupo fue variando frecuentemente,  Bernard Wilson que dejó la banda para empezar un grupo llamó "The Original Blue Notes", y Harold Melvin fichó al cantante John Atkins. En 1970, el grupo reclutó a Teddy Pendergrass como baterista para su banda. Pendergrass y remplazó a John Atkins que dejó la banda el mismo año.

### El éxito de Philadelphia International
Esta formación de la banda, Melvin, Pendergrass, Bernard Wilson, Lawrence Brown, y Lloyd Parques, firmó un contrato con el sello discográfico Gamble & Huff's Philadelphia International en 1972, obteniendo varios éxitos R&B y llegando a vender más de un millón de discos en los siguientes cuatro años. Entre los mayores éxitos de los Blue Notes se encuentran "If You Don't Know Me by Now" (#1 Billboard R&B, #3 pop), el sencillo, "I Miss You" (#7 R&B, #58 pop), "The Love I Lost" (#1 R&B, #7 pop, 1973) y canciones con contenido social tales como  "Wake Up Everybody" (#1 R&B, #12 pop) and "Bad Luck" (#4 R&B, #15 pop), ambas de 1975. "If You Don't Know Me By Now" vendió más de un millón de copias, y fue galardonada con el Disco de Oro RIAA en noviembre de 1972. "Bad Luck" tiene el récord de hit  con mayor permanencia en el ranking del Hot Dance Music/Club Play: 11 semanas. También obtuvieron un cuarto puesto en el R&B con "Hope That We Can Be Together Soon" interpretado por la vocalista Sharon Paige.
Thelma Houston del sello Motown hizo una versión de  "Don't Leave Me This Way" que obtuvo un gran éxito durante la era disco. La versión del álbum, "Wake Up Everybody"no fue lanzada en los Estados Unidos pero obtuvo el puesto (#5) en el año 1977. La pista fue finalmente emitida bajo el nombre de "Bad Luck". El grupo grabó cuatro álbumes Gamble & Huff, todos ellos superando las 500,000 copias, según RIAA, incluyendo To Be True (#26, Billboard Top 40 albums) and Wake Up Everybody (#9),ambos en 1975. 
A pesar de éxito, la formación de los Blue Notes fue cambiando regularmente. En 1974, Melvin trajo en Jerry Cummings para reemplazar Lloyd Parques y Sharon Paige.  Mientras que en la cúspide de su éxito en 1976, Pendergrass abandonó el grupo luego de una discusión sobre dinero. Pendergrass continuó con una exitosa carrera solista, durante los años siguientes hasta 1982 tras accidente automovilístico. Luego tuvo un retorno triunfal en 1984 con éxitos como "Love Language" y "Joy" y la participación en el concierto Live Aid en 1985.